# Левассёр, Оливье
Оливье Левассёр (фр. Olivier Levasseur; 1688, 1689 или 1690 — 7 июля 1730) — французский пират, известный также под прозвищами Ла Бюз (фр. La Buse, что значит «Канюк») и Ла Буш (фр. La Bouche).

## Биография
Первоначально совершал рейды в Атлантическом океане, пока власти Великобритании и Франции не решили положить конец пиратству в Карибском море. Это привело к перемещению пиратов в другие края.
Ла Бюз переместился в Индийский океан, где начал промышлять совместно с капитаном Инглэндом, а затем со сместившим его капитаном Тэйлором, командовавшим фрегатом «Ла Дефанс». 4 апреля 1721 года они отправились в плавание к Мадагаскару, встретив по пути португальское судно «Ла Вьерж дю Кап». Парусник стоял в гавани Сан-Дени острова Реюньон на ремонте после сильного шторма. Без особых усилий пиратам удалось завладеть сокровищами.
По некоторым версиям, в период с 1725 по 1729 год Оливье Левассёр с командой из 250 головорезов обитал на Сейшельских островах.  В 1730 году он был пойман, приговорен к смерти и повешен в городе Сен-Поль на острове Реюньон.

## Легенда о кладе

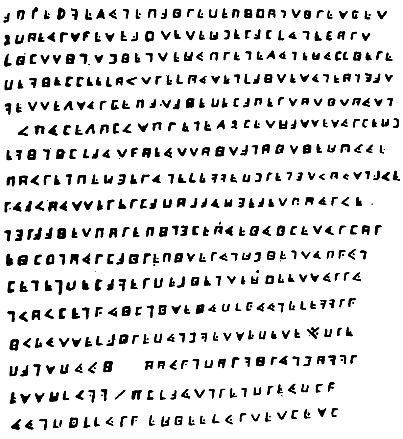
Криптограмма Оливье Левассёра

Согласно одной из легенд о пиратах, Оливье спрятал один из самых больших пиратских кладов в истории. Легенда начинается так: Оливье Левассёр идёт на эшафот. И вдруг неожиданно для всех присутствующих Ла Бюз вскрикивает «Найди мои сокровища, кто сможет!» и бросает в толпу криптограмму, на которой обозначено местонахождение клада. Криптограмма Левассёра до сих пор не расшифрована. Самая распространенная версия о кладе Ла Бюза заключается в том, что он спрятан на одном из Сейшельских островов, но до сих пор клад не найден.
В 1947 бывший охотник на крупную дичь англичанин Уилкинс поставил перед собой цель найти клад Оливье Левассёра. После многолетнего изучения фактов он пришёл к убеждению, что Ла Бюз вплел в криптограмму греческий миф о двенадцати подвигах Геракла. Вплоть до 1970 г. Уилкинс занимался поисками сокровища и вел раскопки на острове Маэ в группе Сейшельских островов, расположенном примерно в 1000 км к северу от Мадагаскара и примерно в 2000 км к востоку от кенийского побережья в Индийском океане. Он считал, что сокровище находится в пещере на берегу острова, но кроме старых пистолетов и нескольких монет ему ничего найти не удалось. Истратив подчистую своё состояние, кладоискатель в конце концов сдался, однако власти Сейшельских островов по-прежнему утверждают, что сокровище спрятано на острове Маэ.

## В литературе
- Лавассёр — один из персонажей романа «Одиссея капитана Блада», действие которого происходит за несколько лет до рождения реального пирата.
- Ла Буш, Стервятник - один из героев романа «Пиастры... Пиастры!» Стивена Робертса, 2016 год. (повесть о сокровищах капитана Флинта).
- Ла Бюз — упоминается в первом романе А. А. Бушкова «Пиранья. Первый бросок», открывающем серию романов о Кирилле Мазуре.
- Оливье Левассёр герой романа «Король Мадагаскара» Олега Ряскова.

## В кино и телепередачах
Капитан Левассёр — один из персонажей романа Рафаэля Сабатина «Одиссея капитана Блада» и экранизаций «Капитан Блад» (1924, в роли Ирвин Бойд), «Одиссея капитана Блада» (1935, в роли Бэзил Ратбоун), «Одиссея капитана Блада» (1991, в роли Леонид Ярмольник), а также кинофильма «Король Мадагаскара» режиссёра Олега Ряскова (в производстве). При этом книжный Левассёр не имеет отношения к историческому лицу, так как по сюжету погибает около 1686 года, то есть, до того, как реальный Левассёр появился на свет. 
Является прототипом «Короля пиратов» Гол Ди Роджера из популярной манги и аниме One Piece. Сама же «легенда о кладе», по сути, является сюжетной завязкой всей истории.
Во 2 эпизоде 4 сезона автошоу The Grand Tour от Amazon Prime Джереми Кларксон, Ричард Хаммонд и Джеймс Мэй отправляются на поиски клада на Реюньоне и Мадагаскаре.
Легенда о кладе Левассёра послужила основой для сюжета фильма «Империя пиратов» (1994, Украина, Россия; режиссёр Г.Гярдушян). Самого пирата, носящего в фильме имя Ля Буш, сыграл Алексей Петренко.